# Dana Antal
Dana Antal (Saskatoon, 19 aprile 1977) è una hockeista su ghiaccio canadese.
Ha vinto la medaglia d'oro olimpica alle Olimpiadi invernali 2002 svoltesi a Salt Lake City, vincendo con la sua nazionale il torneo di hockey su ghiaccio.
Ha conquistato inoltre due medaglie d'oro ai campionati mondiali di hockey, nel 2001 e nel 2004.